# 宝杨路
宝杨路，位於中國上海市寶山區，全长8公里，东起宝杨路码头，西至杨行镇，拓宽前是4车道公路、2条机动车、2条自行车道。20世紀90年代后全线铺有人行道和路灯。2003年后公路再次改造，拓宽成6车道公路，并沿线布置绿化带。

## 沿线历史
二十世紀世紀八十年代宝杨路东段（同济路到江边）南片是张建浜等自然村落和气象站。1990年后原牡丹江路南伸，接通吴淞，宝山吴淞2镇連成一片，就是现在的宝山新村和达能花园等居民区。北片建有宝林新村等。
二十世紀九十年代，上海十六铺码头和吴淞码头搬迁至宝杨路码头，轮渡接通崇明島、横沙島、长兴島和舟山群岛。
二十世紀九十年代前宝杨路从同济路到杨行之间原来是八字桥大队和杨东大队，隶属与宝山区吴淞乡，后为宝山区宝山镇，原镇政府在宝杨路和同济路东南，现已撤消。二十世紀九十年代，随着经济发展，沿路工厂新建扩建，自然村被动迁。

## 交汇道路（东向西）
- 宝杨支路
- 宝林路、宝东路
- 东林路、淞宝路
- 友谊支路、永清路
- 牡丹江路
- 宝林路、双庆路
- 同济路
- 铁力路
- 铁峰路
- 铁山路
- 通达路
- 江杨北路
- 松兰路
- 杨行·镇东路
- 杨文路
- 沈桥街
- 影园路
- 杨泰路
- 杨盛路
- 蕰川路